# Bombus bifarius
Bombus bifarius (saknar svenskt namn) är en insekt i överfamiljen bin (Apoidea) och släktet humlor (Bombus) som finns i Nordamerika.

## Beskrivning
Arten har två olika former, ibland betraktade som underarter (Bombus bifarius bifarius och B. b. nearticus). Den förstnämnda formen, som främst finns i och omkring Klippiga bergen, har övervägande svart huvud med gult ansikte, gul mellankropp med en stor, svart fläck i mitten, en övervägande gul bakkropp med gult längst fram, följt av ett svart tvärstreck och svart i mitten på de följande tergiterna, så hela figuren liknar ett "T", ett helgult område följt av en svart bakkroppsspets. Den har dessutom röda hår på andra och tredje tergiten. B. b. nearticus, som är betydligt mera spridd, har likadant huvud och mellankropp som B. b. bifarius, men en övervägande svart bakkropp med gult längst fram och nära bakkroppen, och utan några röda hår.  Arten har medellång tunga.

## Ekologi
Bombus bifarius är en relativt korttungad art, som samlar nektar och pollen från ett flertal växter, av vilka de flesta återfinns i familjerna korgblommiga växter (som astrar, korsörter, Chrysothamnus, tistlar, Ericameria, Haplopappus, solbrudar och gullrissläktet), dunörtsväxter (som dunörtssläktet), grobladsväxter (som penstemonsläktet), ripsväxter (som vinbärssläktet), kaprifolväxter (som snöbärssläktet), ärtväxter (som sötväpplingar och lupiner) samt stenbräckeväxter. 
Humlan föredrar kyliga och alpina områden, och habitatet utgörs av öppna gräsprärier, chaparral och annan buskmark, bergsängar, parker och trädgårdar. Boet är oftast underjordiskt, men det kan även inrättas på markytan.
De övervintrande drottningarna kommer fram i början av mars, och de första arbetarna ungefär en månad senare. De första könsdjuren kommer fram tidigt i juni, och i oktober dör kolonin ut (utom de nya drottningarna, som övervintrar). Bon har hittats på nästan 2 500 meters höjd.

## Utbredning
Bombus bifarius nearticus finns från sydöstra Alaska åt sydöst i huvudsak följande Klippiga bergen genom Yukon och British Columbia i Kanada via delstaten Washington söderöver till Kalfornien. Ungefärlig östgräns går längs Northwest Territories och Manitoba i Kanada samt Montana, South Dakota, Colorado och New Mexico i USA, men ju längre åt öster man når, desto osäkrare blir förekomsten. Arten är vanlig i större delen av sitt utbredningsområde, men har gått tillbaka i San Francisco-området, troligtvis av klimatskäl.

## Bevarandestatus
Populationen är stabil i större delen av sitt utbredningsområde, och Internationella naturvårdsunionen (IUCN) anger inga egentliga hot mot arten utan listar den som livskraftig (LC).